# The Times They Are a-Changin' (sång)
The Times They Are a-Changin' är en sång skriven av Bob Dylan från albumet med samma namn som kom 1964.
Sången blev en symbol för många ungdomar i det de snabba förändringar som pågick i USA. Dylan uppmanar också föräldrar att "don't criticize what you can't understand" och dra sig undan "if you can't lend your hand".
Låten kom på 59:e plats på tidningen Rolling Stones lista The 500 Greatest Songs of All Time.
Coverversioner har gjorts av bland andra Eddie Vedder, Joan Baez, Simon and Garfunkel, Bryan Ferry och Hollies.
Mikael Wiehe skrev en text på svenska som heter Vi låter oss inte besegras, som bland annat spelades in av honom själv 1982 och av Dan Tillberg. En annan text på svenska skrevs av Leif Nilsson och heter Vår värld står i förvandling, vilken spelades in av Jan Malmsjö 1983. medan Bengt Hellberg 1972 sjöng in låten som Vår värld står i förändring.

## Album
- 1964 – The Times They Are a-Changin'
- 1967 – Bob Dylan's Greatest Hits
- 1978 – Masterpieces
- 1979 – At Budokan
- 1985 – Biograph
- 1991 – The Bootleg Series Volumes 1-3 (Rare & Unreleased) 1961-1991
- 1993 – The 30th Anniversary Concert Celebration
- 1995 – MTV Unplugged
- 2000 – The Essential Bob Dylan
- 2005 – Live at Carnegie Hall 1963
- 2007 – Dylan

### Fotnoter
1. ↑  ”Svensk mediedatabas”. http://smdb.kb.se/catalog/id/001888586. Läst 4 juni 2011.
2. ↑  ”Svensk mediedatabas”. http://smdb.kb.se/catalog/id/001431133. Läst 4 juni 2011.
3. ↑  ”Svensk mediedatabas”. http://smdb.kb.se/catalog/id/001889026. Läst 4 juni 2011.
4. ↑  ”Svensk mediedatabas”. http://smdb.kb.se/catalog/id/001442375. Läst 4 juni 2011.